# 奥季塞乌斯·埃利蒂斯
奥季塞乌斯·埃利蒂斯（希臘語：Οδυσσέας Ελύτης，發音：[oðiˈseas eˈlitis]；1911年11月2日—1996年3月18日），希腊诗人，被认为是希腊最重要的现代主义作家之一。他在1979年获得诺贝尔文学奖。

## 作品
- 《方向》--1940年出版。
- 《初升的太陽》--1943年出版。
- 《神聖頌》、《六個人加上一個向老天懺悔的人》、《光明樹和第十四個美人》、《國王與太陽》、《愛的顫音》、《神的再現》等作品。--戰後出版的詩歌。

## 作品在台灣的出版
- 米瓦希(Czeslaw Milosz)/著，《伊利狄斯‧米瓦希/伊利狄斯(Odysseas Elytis)》，台北市：環華百科出版社，1994年。
- 諾貝爾文學獎全集編譯委員會/編，《伊利狄斯(1979)米瓦希(1980)》，台北市：九華出版：環華發行。